# Xanthorhoe fissiferula
Xanthorhoe fissiferula là một loài bướm đêm trong họ Geometridae.